# Текома прямостоячая разновидность бархатистая
Теко́ма прямостоя́чая разновидность бархати́стая (лат. Tecoma stans var. velutina), — многолетний кустарник рода Текома (Tecoma) семейства Бигнониевые (Bignoniaceae). Отличается от основного вида обильным опушением всех вегетативных частей растения, особенно абаксиальной (нижней) стороны листа. Ареал ограничен высокогорными районами Южной Америки.

## Название
Ботаническое родовое название tecoma является производным от слова «текомашочитль» (tecomaxochitl), заимствованного из языковой группы науатль мексиканских индейцев. В переводе оно означает «цветок в форме кувшина» и образовано от корней слов tecomatl (текоматль, керамический горшок или кувшин специфической формы, использовавшийся ацтеками в военном деле), xochitl (шочитль, цветок) и суффикса -tl (-тль, признак существительного в единственном числе). Некоторые систематики полагают что сами индейцы вряд ли использовали это название для текомы и гораздо более правдоподобной версией считается что таковыми были представители рода соландра с очень крупными чашевидными цветками.
Velutina — форма женского рода латинского прилагательного velutinous, означающая «бархатистый, бархатный, покрытый короткими густыми прямыми волосками». Эпитет отражает густую опушённость вегетативных частей растения в отличие от редкой или отсутствующей опушённости основного вида.

## Ботаническое описание
«Высотный» вид, встречающийся в основном на высоте 1500—2500 метров над уровнем моря в Мексике и Гватемале, в Южной Америке встречается в Андах от западной Венесуэлы и Колумбии до северного Перу. Отличается обильным опушением всех частей растения, особенно листочков. Форма которых также менее вытянутая и заостренная, более сердцевидная.

## Классификация

### Таксономическое положение
Разновидность впервые упомянута в 9 томе трактата «Введение в естественную систематику царства растений…» («Prodromus systematis naturalis regni vegetabilis…») авторства шведско-французского ботаника Огюстена Декандоля, изданного в 1845 году.
|  |                                |  |                                                  |                                                  |                       |  | еще 22 семейства в порядке Ясноткоцветные (APG IV, 2016) | еще 22 семейства в порядке Ясноткоцветные (APG IV, 2016) |                                                   |  |  |  | еще 9 видов в роде Текома (APG IV, 2016)             | еще 9 видов в роде Текома (APG IV, 2016) |  |  |
|  |                                |  |                                                  |                                                  |                       |  | еще 22 семейства в порядке Ясноткоцветные (APG IV, 2016) | еще 22 семейства в порядке Ясноткоцветные (APG IV, 2016) |                                                   |  |  |  | еще 9 видов в роде Текома (APG IV, 2016)             | еще 9 видов в роде Текома (APG IV, 2016) |  |  |
|  |                                |  |                                                  | порядок Ясноткоцветные                           |                       |  |                                                          |                                                          | род Текома                                        |  |  |  |                                                      | разновидность разн. бархатистая          |  |  |
|  |                                |  |                                                  | порядок Ясноткоцветные                           |                       |  |                                                          |                                                          | род Текома                                        |  |  |  |                                                      | разновидность разн. бархатистая          |  |  |
|  | отдел Цветковые (APG IV, 2016) |  |                                                  |                                                  | семейство Бигнониевые |  |                                                          |                                                          | вид Текома прямостоячая                           |  |  |  |                                                      |                                          |  |  |
|  | отдел Цветковые (APG IV, 2016) |  |                                                  |                                                  |                       |  |                                                          |                                                          |                                                   |  |  |  |                                                      |                                          |  |  |
|  |                                |  | ещё 63 порядка цветковых растений (APG IV, 2016) | ещё 63 порядка цветковых растений (APG IV, 2016) |                       |  |                                                          | еще 81 род в семействе Бигнониевые (APG IV, 2016)        | еще 81 род в семействе Бигнониевые (APG IV, 2016) |  |  |  | еще 1 разновидность вида прямостоячая (APG IV, 2016) |                                          |  |  |
|  |                                |  |                                                  | ещё 63 порядка цветковых растений (APG IV, 2016) |                       |  |                                                          |                                                          | еще 81 род в семействе Бигнониевые (APG IV, 2016) |  |  |  |                                                      |                                          |  |  |